# Цимбекс
Cimbex — род крупных перепончатокрылых из семейства булавоусых пилильщиков.

## Систематика
- Cimbex connatus (Schrank, 1776)
- Cimbex fagi Zaddach, 1863
- Cimbex femoratus (Linnaeus, 1758)
- Cimbex luteus (Linnaeus, 1761)
- Cimbex quadrimaculatus (O. F. Müller, 1766)